# Безуглова, Любовь Алексеевна
Любовь Алексеевна Безуглова (род. 11 сентября 1941, Горловка, Сталинская область) — старший аппаратчик Горловского производственного объединения «Стирол» имени С. Орджоникидзе Министерства по производству минеральных удобрений СССР, Донецкая область, полный кавалер ордена Трудовой Славы (1988).

## Биография
Родилась 11 сентября 1941 года в городе Горловка Донецкой области Украинской ССР.
Трудовую деятельность начала в 1959 году фрезеровщицей механического цеха № 7 Горловского машиностроительного завода имени С. М. Кирова.
В 1960—1963 годах — аппаратчик 5-го разряда, в 1963—1964 годах — лаборант 4-го разряда, в 1964—1965 годах — аппаратчик абсорбции 5 разряда цеха № 3, а в 1965—1966 годах — аппаратчик 5 разряда цеха № 3-А Горловского азотнотукового завода Минхимпрома СССР. В 1966—1968 годах — аппаратчик 6 разряда, а в 1968—1974 годах — старший аппаратчик оператор 7 разряда цеха № 3-А Горловского химкомбината Минхимпрома СССР. В 1968 году вступила в КПСС. В 1972 году окончила Донецкий заочный химико-технологический техникум.
С ноября 1974 года — старший аппаратчик производства аммиачной селитры цеха № 3-А Горловского производственного объединения «Стирол» С. Орджоникидзе Минхимпрома — Минудобрений (с ноября 1980 года) СССР.
Указами Президиума Верховного Совета СССР от 24 апреля 1975 года и от 6 апреля 1981 года награждена орденами Трудовой Славы 3-й и 2-й степени.
Указом Президиума Верховного Совета СССР от 3 июня 1986 года Безуглова Любовь Алексеевна награждена орденом Трудовой Славы 1-й степени. Стала полным кавалером ордена Трудовой Славы.
Избиралась депутатом Горловского городского Совета народных депутатов.
Сведения о дальнейшей судьбе отсутствуют.

## Награды
- орден «Знак Почёта» (1971);
- орден Трудовой Славы 1-й (03.06.1986, № 301}), 2-й (06.04.1981, № 14839), 3-й (24.04.1975, № 65342) степеней:
- медали[1].